# Mauro Calibani
Mauro Calibani (ur. 10 maja 1974 w Ascoli Piceno) – włoski wspinacz sportowy. Specjalizował się w boulderingu, w prowadzeniu oraz we wspinaczce klasycznej. Mistrz świata z roku 2001, wicemistrz Europy z 2002 we wspinaczce sportowej w konkurencji bouldering.

## Kariera sportowa
W zawodach wspinaczkowych, które odbyły się w szwajcarskim Winterthurze w 2001 wywalczył złoty medal mistrzostw świata we wspinaczce sportowej w konkurencji boulderingu, która była po raz pierwszy rozgrywana na mistrzostwach świata. 
Calibani zdobywając złoty medal, został pierwszym mistrzem świata w tej konkurencji.
Srebrny medalista mistrzostw Europy z 2002, które odbyły się we francuskim w Chamonix-Mont-Blanc we wspinaczce sportowej w konkurencji boulderingu.
Wielokrotny uczestnik, prestiżowych, elitarnych zawodów wspinaczkowych Rock Master  we włoskim Arco, gdzie zdobył złote medale w latach; 2002 oraz w 2003.

## Osiągnięcia

### Mistrzostwa świata
| Konkurencje | 1995  | 1997 | 2001 | 2003 |
| Bouldering  | —     | —    | 1    | 4    |
| Prowadzenie | 33-34 | 25   | —    | —    |

### Mistrzostwa Europy
| Konkurencje | 2002 | 2007 |
| Bouldering  | 2    | 11   |

### Rock Master
| Konkurencje | 2002 | 2003 | 2004 |
| Bouldering  | 1    | 1    | 7    |